# Przestępstwo komputerowe
Zasugerowano, aby zintegrować ten artykuł z artykułem  Przestępczość komputerowa (dyskusja). Nie opisano powodu propozycji integracji.
Przestępstwo komputerowe – pospolita nazwa przestępstw, których narzędziem jest komputer lub inne cyfrowe urządzenie informatyczne.
Wykorzystanie komputerów w celu, np. kradzieży pieniędzy, towarów, programów, danych, szpiegostwa gospodarczego bądź technologicznego, może wypełniać znamiona przestępstw zbiorczo zwanych komputerowymi, właśnie ze względu na wykorzystanie cyfrowych urządzeń informatycznych.

## Przestępcy komputerowi
- haker (ang. hacker; hack – ciosać, rąbać, siekać) – włamywacz sieciowy, łamie zabezpieczenia w celach, które uznaje za służenie sprawie wyższej, np. sprawdzając jakość systemów ochrony, niezawodność oprogramowania, podatność na ataki etc.;
- cracker – łamie zabezpieczenia programowe;
- pirat – wchodzi w posiadanie treści cyfrowych, z zamiarem dalszego upublicznienia ich;
- script kiddie – niedoświadczony adept hakerstwa, wykorzystujący do swoich działań głównie gotowe rozwiązania;
- lamer (lame – kulawy, kiepski) – pogardliwa nazwa hakera o niskich kwalifikacjach i małej wiedzy.

## Klasyfikacja przestępstw komputerowych

### Przestępstwa komputerowe przeciwko ochronie informacji
- Hacking komputerowy,
- Podsłuch komputerowy,
- Bezprawne niszczenie informacji,
- Sabotaż komputerowy.
- Usiłowanie przełamania zabezpieczeń w celu wejścia w posiadanie informacji zastrzeżonych

### Przestępstwa komputerowe przeciwko mieniu
- Nielegalne uzyskanie programu komputerowego,
- Paserstwo programu komputerowego,
- Oszustwo komputerowe,
- Oszustwo telekomunikacyjne,
- Kradzież karty uprawniającej do podjęcia pieniędzy z automatu bankowego.

### Przestępstwa komputerowe przeciwko bezpieczeństwu powszechnemu
- Sprowadzenie niebezpieczeństwa dla życia lub zdrowia wielu osób albo mienia w znacznych rozmiarach,
- Nieumyślne zakłócenie automatycznego przetwarzania informacji związanego z publikowaniem chronionego prawnie programu komputerowego itp.[potrzebny przypis],
- Zamach terrorystyczny na statek morski lub powietrzny.

### Przestępstwa komputerowe przeciwko wiarygodności dokumentów
- Fałszerstwo komputerowe.

### Inne
- Inne rodzaje przestępstw takie jak np. nielegalne przesyłanie, rozpowszechnianie lub publikowanie prawnie chronionego programu komputerowego itp.